# Evakuierung

Rettungszeichen für einen Sammelplatz nach einer Evakuierung nach ISO 7010

Evakuierung oder Evakuation (lateinisch evacuare ‚ausleeren‘) ist die „Räumung eines Gebietes von Menschen“. Manchmal wird synonym von „Evakuierungsaktion“ gesprochen.

## Begriff

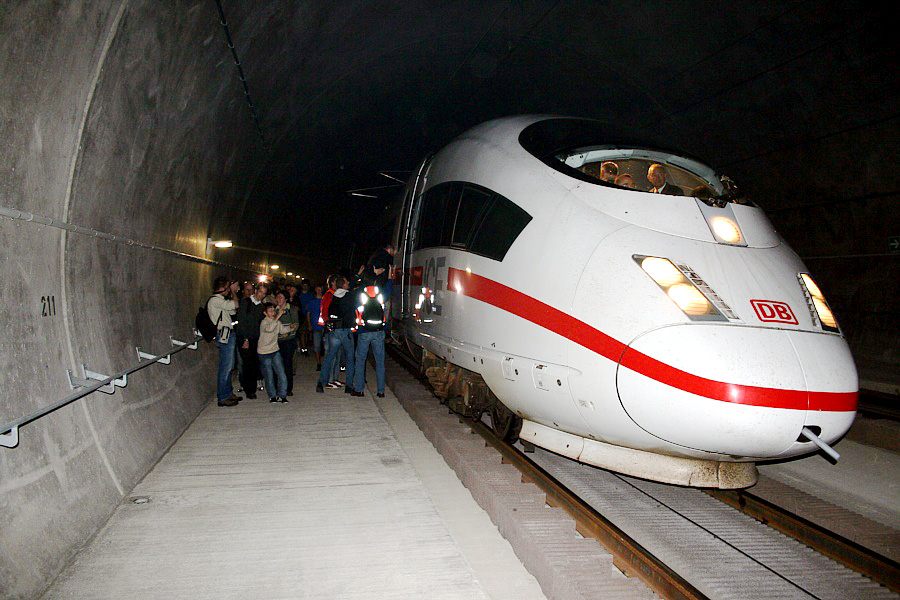
Evakuierungsübung im Euerwangtunnel auf der Schnellfahrstrecke Nürnberg–Ingolstadt

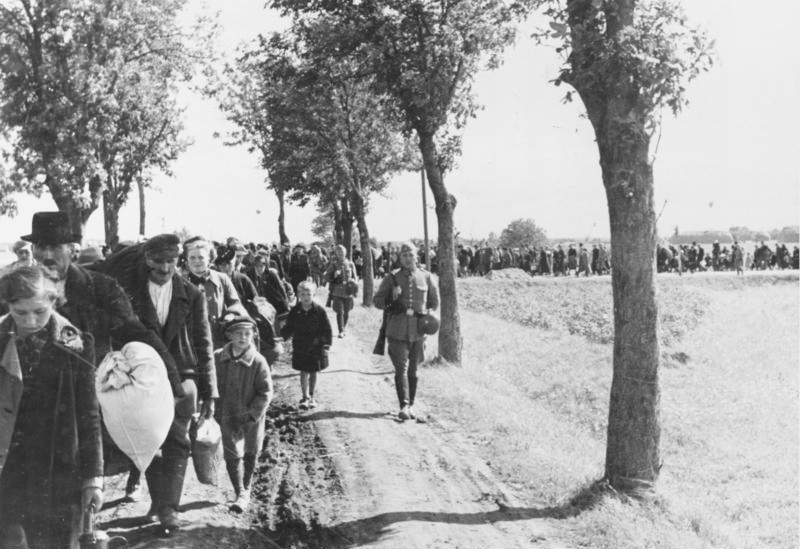
„Evakuierte Polen auf dem Wege zum Bahnhof“, Schwarzenau bei Gnesen, 1939, Propagandaaufnahme, Reichskommissar für die Festigung deutschen Volkstums

Als Evakuierung wird das Räumen von Gebieten bezeichnet. Meist findet sich der Begriff im Zusammenhang mit Gefahrenstellen wie Katastrophengebieten, zum Beispiel Überschwemmungen, Bränden oder Bombenalarmen. Handelt es sich um ein Gebäude, findet sich auch der Begriff Entfluchtung. Die Zeit einer Evakuierung wird als Evakuierungsdauer bezeichnet. Die Begriffe Räumung und Evakuierung werden dabei häufig synonym gebraucht. Manche Institutionen, wie beispielsweise das frühere Bundesamt für Zivilschutz, verstehen unter einer „Evakuierung“ einen geplanten Vorgang und verwenden den Begriff „Räumung“ für das ungeplante Räumen von Gebieten.
Das Wort evakuieren wird einerseits für Gebiete, Räume, Siedlungen etc. angewandt, die geleert werden („das Krankenhaus wird evakuiert“). Die Verwendung für Personen und Tiere ist andererseits auch im Zusammenhang mit Notfall-Evakuierungen weithin gebräuchlich („alle Patienten werden evakuiert“) und laut Duden ebenfalls richtig.
Bis ins frühe 20. Jahrhundert war mit dem Begriff die Räumung eines Platzes durch Truppen und im engeren Sinne als Fachbegriff das Verlegen von Verwundeten aus den Feldlazaretten in reguläre Krankenanstalten gemeint.
Seit dem Zweiten Weltkrieg wird die in großem Umfang praktizierte Fortschaffung von Mensch und Material aus von Bombardierungen oder Kampfhandlungen bedrohten Städten und Gegenden in sichere Gebiete als Evakuierung bezeichnet.
Eine weitere Bedeutung wurde dem Begriff im Zweiten Weltkrieg von den Nationalsozialisten beigefügt. Evakuieren diente, wie die synonym verwendeten Begriffe Sonderbehandlung, Endlösung und Umsiedlung, als Tarnbezeichnung für Deportation und Tötung von Menschen (siehe Evakuierungsmarsch, Fabrikaktion).

## Rechtliche Einordnung
In Deutschland sind behördlich angeordnete Evakuierungen für die betroffenen Bürger verpflichtend. Auch volljährigen Personen wird regelmäßig keine Wahl gelassen, ob sie der Evakuierungsaufforderung Folge leisten oder aber das mit dem Verbleiben in der Gefahrensituation verbundene Risiko auf eigene Verantwortung tragen wollen. Wer sich weigert, das betroffene Gebäude oder Gebiet zu verlassen, kann von der Polizei unter Anwendung von Zwangsmitteln auch gegen seinen Willen aus der Gefahrenzone verbracht werden. Dieser staatliche Zwang, bei dem vorübergehend Grundrechte eingeschränkt werden, fußt auf dem allgemeinen Gefahrenabwehr- bzw. Polizeirecht und ist rechtlich zulässig, wenn für den jeweiligen Bürger eine gegenwärtige erhebliche Gefahr besteht. Juristisch gesehen handelt es sich bei einer Evakuierung um eine Summe von Platzverweisen.
In Deutschland ist die Zuständigkeit für Evakuierungsmaßnahmen je nach Kontext unterschiedlich geregelt:
- In einem Unternehmen hat der Unternehmer Maßnahmen zu treffen, die es den Beschäftigten bei unmittelbarer erheblicher Gefahr ermöglichen, sich durch sofortiges Verlassen der Arbeitsplätze in Sicherheit zu bringen (§ 9 Abs. 3 ArbSchG). Er hat zudem entsprechend der Art der Arbeitsstätte und der Tätigkeiten sowie der Zahl der anwesenden Personen Maßnahmen zu treffen, die zur sicheren und geordneten Evakuierung erforderlich sind (§ 10 Abs. 1 ArbSchG).
- Bei Veranstaltungen gilt Länderrecht: Beispielsweise hat in Baden-Württemberg der Betreiber, sofern es die Art der Veranstaltung erfordert, ein Sicherheitskonzept aufzustellen und einen Ordnungsdienst einzurichten, der unter anderem für die geordnete Evakuierung im Gefahrenfall verantwortlich ist (§ 43 Versammlungsstättenverordnung). Die zuständigen Behörde hat hierbei einen Beurteilungs- und Ermessensspielraum.
- In verschiedenen Situationen die Polizei für eine Evakuierung verantwortlich, insbesondere wenn Gefahr für die öffentliche Sicherheit besteht.
- Bei größeren Schadenslagen (z. B. Hochwasser, Chemieunfällen) übernehmen Feuerwehren oder Katastrophenschutzbehörden die operative Leitung von Evakuierungen.

Die Normenreihe DIN VDE V 0827 regelt die Anforderungen an technische Systeme, die in Notfällen und Gefahrensituationen Amokalarm auslösen, Hilfe rufen, Betroffene warnen und akustische Handlungsanweisungen geben.

## Evakuierungspläne
In von Katastrophen besonders gefährdeten Gegenden (z. B. in dem vom Vulkan Vesuv bedrohten Neapel) gibt es Evakuierungspläne, die eine rechtzeitige und zuverlässige Evakuierung ermöglichen und Panik vermeiden sollen. Sie sind oft Teile von Alarmplänen oder Katastrophenschutzplänen. Für Erdbeben und Vulkanausbrüche gibt es bisher noch keine zuverlässigen Frühwarnsysteme. Simulationen, Fluchtpläne und Evakuierungsübungen (Probealarme) sind Methoden, eine mögliche Evakuierung vorzubereiten.
Evakuierungspläne behandeln den Ablauf; sie sind auch Teil des vorbeugenden, organisatorischen (nichtbaulichen, operationalen) Brandschutzes.

## Ablauf von Evakuierungen
Schematisch kann der Ablauf einer Evakuierung in folgende Phasen
eingeteilt werden:
1. Entdeckung der Gefahr
Meldung der Gefahr an …
Verständigung der Sicherheitsorganisationen – Feuerwehr – Rettung
2. Entscheidung über Evakuierung durch …
3. Auslösung des Alarms durch … von wo?
4. Reaktion der Personen auf den Alarm
5. Bewegung der Personen zu Fuß zu einem Sammelplatz
6. Weitertransport der Personen mit Fahrzeugen an einen sicheren Ort.

Vereinfacht lassen sich auch
- Laufzeit (movement time) – bis zum Erreichen des Sammelpunktes bzw. eines sicheren Ortes – und
- Alarmierungs- und Reaktionszeit (pre movement time)

unterscheiden.

## Evakuierung von Gebieten
Die Evakuierung von Gebieten kann auf der Grundlage von Katastrophen
(natürliche oder durch Menschen ausgelöste) notwendig werden.
Die wichtigsten Naturereignisse, die die Evakuierung ganzer Gebiete
notwendig machen können, sind:
- Vulkanausbrüche
- Überschwemmungen
- Tsunamis
- Erdbeben
- Wirbelstürme

Zu den durch Menschen verursachten Ereignissen, die eine Evakuierung notwendig machen können, gehören u. a.:
- Krieg
- Industrieunfälle
- Verkehrsunfälle (insbesondere für Land-, See- und Luftfahrzeuge)
- Brände
- Bombendrohungen / Kampfmittelbeseitigung
- terroristische Anschläge
- Nukleare Verseuchungen

Die Evakuierung ganzer Gebiete ist eine Maßnahme des Katastrophenschutzes.

### Geschichte
Im Zweiten Weltkrieg wurden mit der Kinderlandverschickung Mütter und Kinder aus den vom Bombenkrieg bedrohten Städten des Deutschen Reiches evakuiert, wobei der Begriff Evakuierung in der nationalsozialistischen Sprachregelung vermieden wurde.

## Evakuierung von Gebäuden
Die Evakuierung von Gebäuden ist i. a. ein Teil der Evakuierung von Gebieten und wird daher durch die gleichen Ereignisse ausgelöst. Zunächst werden Gebäude evakuiert, anschließend evtl. ganze Stadtviertel, Städte und Bezirke.
Die individuelle Strategie bei der Evakuierung von Gebäuden wurde von Abrahams untersucht: Die unabhängigen Variablen bilden dabei die Komplexität des Gebäudes und die Mobilität der Personen (körperliches Leistungsvermögen, Gehbehinderung) und die abhängige Variable ist die Strategie. Mit abnehmender Mobilität und zunehmender Komplexität des Gebäudes ändert sich die Strategie von „schnelles Verlassen“ über „langsames Verlassen“ und „Bewegung an einen sicheren Ort“ (z. B. ein Treppenhaus) hin zu „am Ort verweilen und auf Rettung warten“. Diese letzte Strategie gilt insbesondere für bettlägerige Personen (z. B. bei der Evakuierung von Krankenhäusern), die von Pflegepersonal oder Rettungskräften gerettet werden müssen.
Zwischen den beiden Anschlägen auf die beiden Türme des World Trade Center (siehe 9/11) und dem Einsturz der Türme konnten 17.410 Personen (etwa 87 Prozent der sich dort aufhaltenden) die beiden Gebäude verlassen. Im Südturm wurden die Menschen durch Lautsprecherdurchsagen zunächst aufgefordert, Ruhe zu bewahren und an ihrem Arbeitsplatz zu bleiben. Vermutlich hätten mehr Menschen überlebt, wenn man sie aufgefordert hätte, das Gebäude sofort zu verlassen. Das zweite Flugzeug schlug 17 Minuten nach dem ersten ein. Der Südturm stürzte 56 Minuten, der Nordturm 102 Minuten nach dem jeweiligen Einschlag komplett ein. Dadurch wurden 2.123 Menschen, darunter 343 Feuerwehrmänner, getötet.

### Geschichte
Bereits die antiken Römer hatten einen praktischen, wirksamen Zugang zur Lösung solcher ihnen bekannten Massenphänomene. Das Kolosseum verwirklicht beispielhaft, wie man eine große Arena von ca. 50.000 Menschen Fassungsvermögen im Notfall in kürzester Zeit leeren kann. Die zahlreichen Ausgänge sind ziemlich gleichmäßig rund um das Bauwerk verteilt. Unter Berücksichtigung der Kenntnis, dass ein Mensch im Fluchtfall dem Ausgang zustreben wird, den er am besten einschätzen kann, da er den Weg vom Hereinkommen her leicht abrufen kann, sind die Evakuierungszeiten eines solchen Stadions nahezu optimal, selbst nach Maßstäben aktueller Forschung.

## Evakuierung von Schiffen
Der wesentliche Unterschied zwischen der Evakuierung von Gebäuden und der Evakuierung von Schiffen ist die Möglichkeit, einen sicheren Ort zu erreichen. Vergleichbar ist der Ablauf auf Schiffen mit dem für Gebäude nur während der ersten Phase, des Sammelprozesses. Die eigentliche Evakuierung in die Boote bzw. Rettungsmittel (z. B. aufblasbare Flöße) beginnt erst, nachdem die Sammlungsphase (ggf. für eine Sammelstation) abgeschlossen ist. Diese Entscheidung über die Evakuierung wird vom Kommandanten des Schiffes möglicherweise erst zu diesem Zeitpunkt getroffen. Darüber hinaus spielt die Strategie „Bewegung an einen sicheren Ort“ eine sehr viel bedeutendere Rolle als in Gebäuden. Sammelstationen sind solche „sichere Orte“.

## Evakuierung von Land- und Luftfahrzeugen
Land- und Luftfahrzeuge sind im Hinblick auf die Evakuierung teils mit Gebäuden, teils mit Schiffen vergleichbar. Flugzeuge werden (ggf. nach der Notlandung) üblicherweise über Rettungsrutschen evakuiert. Bei einer Notwasserung dienen diese gleichzeitig als Rettungsflöße.
Durch einen mit realen Personen durchgeführten Test muss nachgewiesen werden, dass ein zugelassenes Luftfahrzeug unter erschwerten Bedingungen (nur Notbeleuchtung, nur die Hälfte aller Notausgänge) innerhalb von 90 Sekunden evakuiert werden kann. Hierbei sind auch mittelschwere Verletzungen durchaus üblich.
Die hauptsächlichen Gründe für die Evakuierung von Zügen sind Unfälle und technische Defekte (sowie deren Folgen, z. B. Rauchentwicklung, Überhitzung nach Ausfall der Klimaanlage).
Die Evakuierung von Seilbahnen kann weitere Hilfsmittel (Evakuierungssysteme) erfordern.

## Beispiele

### Militärisch
- Abzug des britischen Expeditionskorps aus Dünkirchen 1940 (Operation Dynamo)
- freiwillige Evakuation der Zivilbevölkerung aus der Schweizer Grenzregion, als – insbesondere im Mai 1940, im Vorfeld des deutschen Westfeldzuges – ein Einmarsch in die Schweiz befürchtet wurde[10]
- Evakuierung der deutschen Zivilbevölkerung und verwundeten Soldaten aus Ost- und Westpreußen im Januar–April 1945 (Unternehmen Hannibal)
- Evakuierung am 30. April 1975 anlässlich des Falls von Saigon (Operation Frequent Wind)
- am 14. März 1997 führte die Bundeswehr ihre erste bewaffnete Evakuierungsaktion (aus Albanien) durch – Operation Libelle
- am 26. Februar 2011 evakuierte die Bundeswehr mit zwei Transall-Maschinen 132 Menschen aus Libyen (Operation Pegasus (2011))[11]
- Nach dem Vormarsch der Taliban in Afghanistan 2021 evakuierten zahlreiche Staaten ihre Staatsbürger, Diplomaten und Ortskräfte sowie weitere Schutzbedürftige – darunter Politiker, Menschenrechtler und Journalisten[12] – über eine Luftbrücke vom Flughafen Kabul aus Afghanistan. Bis zum 26./27. August 2021 wurden nach Angaben der USA mehr als 100.000 Menschen evakuiert.[13] Die Bundeswehr flog im Zuge ihrer militärischen Evakuierungsaktion (bis 26. August) insgesamt 5.347 Personen nach Taschkent und teils weiter nach Deutschland aus.[14]
- Nach dem Terrorangriff der Hamas auf Israel am 7. Oktober 2023 rief die israelische Armee zur Evakuierung des nördlichen Teils des Gazastreifens auf.

### Zivil
- New Orleans, Vereinigte Staaten (29. August 2005) aufgrund des Hurrikans Katrina
- Mississauga, Kanada (teilweise am 10. November 1979) aufgrund eines Bahnunglücks mit Giftstoffen
- Koblenz, Deutschland (4. Dezember 2011) aufgrund des Fundes einer britischen 1,8-Tonnen-Luftmine, siehe Evakuierung in Koblenz am 4. Dezember 2011
- Buttenhausen, Deutschland (10./11. August 2014): Aufgrund einer Unwetterwarnung wurden 4500 Pfadfinder aus dem Bundeslager des VCP auf dem Schachen in umliegende öffentliche Gebäude evakuiert.[15]
- Brienz/Brinzauls/Schweiz (12. Mai 2023 und 17. November 2024): Aufgrund eines drohenden Bergsturzes bezw. Schuttstroms.